# 3469 Bulgakov
A 3469 Bulgakov (ideiglenes jelöléssel 1982 UL7) a Naprendszer kisbolygóövében található aszteroida. Ljudmila Georgijevna Karacskina fedezte fel 1982. október 21-én.